# بولينكوف
بولينكوف (بالفرنسية: Polincove)‏ هي بلدية تقع في إقليم باد كاليه من منطقة نور با دو كاليه في شمال فرنسا. تبلغ مساحة هذه المدينة 4.75 (كم²)، وترتفع عن سطح البحر 12 م، يبلغ عدد سكانها 714 نسمة حسب إحصاء المعهد الوطني للإحصاء والدراسات الاقتصادية سنة 2009 م. وترأس Yves Beugnet البلدية خلال فترة (2008-2014).